# Clássico Alviverde
O Clássico Alviverde é um clássico disputado entre o Guarani, de Campinas, e o Palmeiras, de São Paulo.
Originalmente uma tradicional partida do Estado de São Paulo, o confronto ganhou maior importância no cenário nacional depois que as equipes fizeram jogos que decidiram competições de destaque do futebol brasileiro.
Dentre as partidas mais famosas, destaque para as da final do Campeonato Brasileiro de 1978, vencida pelo Guarani. e para as da semifinal do Campeonato Brasileiro de 1994, vencida pelo Palmeiras

## Estatísticas
Partidas: 193 (de 12 de novembro de 1916 até 2 de fevereiro de 2025).
| Estatísticas          |     |
| Vitórias do Palmeiras | 99  |
| Vitórias da Guarani   | 45  |
| Empates               | 49  |
| Gols do Palmeiras     | 333 |
| Gols do Guarani       | 207 |

## Primeiro jogo
- Guarani 0x0 Palestra Itália - Hipódromo Campineiro - Amistoso, em 12 de novembro de 1916.[6]

## Último jogo
- Guarani 1x4 Palmeiras Estádio Brinco de Ouro (Campeonato Paulista de 2024, em 2 de fevereiro de 2025[7]).

## Maiores goleadas
A maior goleada do Palmeiras no confronto aconteceu em um amistoso em 1945, numa vitória por 8 a 1, em Campinas. A maior goleada do Guarani sobre o palmeiras aconteceu no Paulistão de 1952,  numa vitória por 5 a 1, também em Campinas.

## Maiores públicos
- Palmeiras 0 a 1 Guarani, 104.526, 10 de agosto de 1978, Estádio do Morumbi (99.829 pagantes).[8]

- No Brinco de Ouro: Guarani 0 a 2 Palmeiras, 32.633, 1º de maio de 1977 (30.603 pagantes).

## Campeonato Brasileiro
Pelo Campeonato Brasileiro Série A até hoje foram 31 jogos, com 12 vitórias do Palmeiras, 11 do Guarani e 8 empates, com 36 gols a favor da Palmeiras e 30 a favor da Guarani.

## Ver Também
- Derby Paulista
- Derby Campineiro
- Choque Rei
- Clássico da Saudade